# Kadra (grupa literacka)
Kadra – polska grupa literacka założona w Warszawie w 1929.
Członkami grupy byli m.in. Jan Szczawiej, Wiesław Wernic i Ludwik Fryde. Grupa stawiała sobie za cel rozwijanie życia kulturalnego, np. poprzez tworzenie regionalnych kół literackich i promowanie prowincji. Cechy Kadry, jak dydaktyzm, patriotyzm i budowa państwowości, wiązały ją w poglądami Adama Skwarczyńskiego. W 1930 grupa wydała trzy numery czasopisma „Kadra”. Członkowie grupy współpracowali także z innymi czasopismami.